# Кумша (озеро)
Кумша — пресноводное озеро на территории Воломского сельского поселения Муезерского района Республики Карелии.

## Общие сведения
Площадь озера — 1,8 км², площадь водосборного бассейна — 23,9 км². Располагается на высоте 245,3 метров над уровнем моря.
Форма озера лопастная, продолговатая: оно вытянуто с северо-запада на юго-восток. Берега каменисто-песчаные, преимущественно заболоченные.
Через озеро протекает река Кумша, втекающая в озеро Чирку, через которое протекает река Чирка, впадающая в реку Чирко-Кемь.
В северо-западной стороне озера расположен один относительно крупный (по масштабам водоёма) остров без названия.
Код объекта в государственном водном реестре — 02020000911102000005087.

## Дополнительные ссылки
- ГЕОМОРФОЛОГИЧЕСКИЙ ОЧЕРК ЦЕНТРАЛЬНОЙ ЧАСТИ ЗАПАДНОЙ КАРЕЛИИ. resources.krc.karelia.ru. Дата обращения: 13 апреля 2020.